# Palindiona ouocco
Palindiona ouocco là một loài bướm đêm trong họ Noctuidae.